# 화학물질 분류표시 국제조화시스템

화학물질 분류표시 국제조화시스템에서 유해 물질(harmful substance)을 뜻하는 GHS 그림문자.

화학물질 분류표시 국제조화시스템(Globally Harmonized System of Classification and Labelling of Chemicals, GHS)은 유엔에서 관리하는 국제적으로 합의된 표준으로, 이전에 전 세계에서 서로 다르게 사용하던 다양한 위험물의 분류표시 체계를 대체하기 위해 만들어졌다. GHS의 핵심 요소는 표준화된 위험 검사 기준, 경고용 그림문자, 위험물 사용자에게 다양한 정보를 제공할 수 있는 안전 데이터 시트 등이 있다. 위험물 수송 규제에 쓰이는 UN 번호 시스템을 보완하는 역할도 한다. 유엔 사무국에서 시스템 시행을 관리하고 있다. 채택되는 데에 시간이 걸리긴 하였으나, 2017년 기준으로는 전 세계 대부분의 주요 국가들에서 이용하고 있다. 유럽 연합(EU)은 유엔의 GHS를 CLP 규제에 도입하여 EU의 법으로 삼고 있고, 미국은 미국 직업안전보건국 표준으로 사용하고 있다.

## 같이 보기
- ISO 7010
- 유엔 번호